# TEDA Football Stadium
TEDA Football Stadium (chiń. 泰达足球场; pinyin Tàidá Zúqiúchǎng) – stadion piłkarski w mieście Tiencin, w Chinach. Został otwarty w 2004 roku. Swoje spotkania rozgrywa na nim drużyna Tianjin Teda F.C. Obiekt może pomieścić 36 000 widzów.